# Васеж, Робер
Робе́р Васе́ж (Роберт Васайж, фр. Robert Waseige; 26 августа 1939, Льеж — 17 июля 2019) — бельгийский футболист и футбольный тренер. Играл на позиции защитника. До конца жизни был спортивным директором клуба «Льеж». Трижды признавался тренером года в Бельгии.

## Карьера футболиста
Профессиональную карьеру Васеж начал в клубе «Льеж», в основной команде которой он дебютировал в 1959 году. Затем играл в клубах «Роял Расинг Вайт» и «Винтерслаг».

## Тренерская карьера
Ещё в бытность футболистом Васеж стал играющим тренером в «Винтерслаге», в дальнейшем руководил рядом бельгийских клубов, наиболее значимыми в его карьере стали «Стандард», «Льеж» и «Шарлеруа». Уже на закате карьеры Васеж побывал главным тренером сборных Бельгии и Алжира, с Бельгией принимал участие в чемпионате Европы 2000 года и чемпионате мира 2002 года. Трижды Васеж признавался лучшим тренером Бельгии. Спортивный директор клуба «Льеж».

## Достижения
«Льеж»
- Обладатель Кубка Бельгии: 1989/90

«Шарлеруа»
- Финалист Кубка Бельгии: 1992/93

Индивидуальные
- Тренер года в Бельгии: 1984/85, 1993/94 и 1994/95